# Lädbladstjärnen (Älvdalens socken, Dalarna, 679971-137023)
Lädbladstjärnen är en sjö i Älvdalens kommun i Dalarna och ingår i Dalälvens huvudavrinningsområde.